# Gymnocladus burmanicus
Gymnocladus burmanicus là một loài thực vật có hoa trong họ Đậu. Loài này được C.E.Parkinson miêu tả khoa học đầu tiên.